# Театр Малибран
Театр Малибран (итал. Teatro Malibran) —  оперный венецианский театр, открытый в 1678 году под названием театра Сан-Джованни Хризостомо в честь близлежащей церкви Иоанна Златоуста. К 1683 году театр стал известен как «самый большой, самый красивый и самый богатый театр в городе».

## Театр Сан-Джованни Хризостомо
Здание театра было построено на месте, где когда-то стояла резиденция известного путешественника Марко Поло. Театр был спроектирован Томасом Беззи для патрицианской семьи Гримани. Он открылся премьерой оперы Карло Паллавичино «Веспасиан». Театр был богато оформлен, зрители размещались в пяти ярусах по тридцать лож каждый, имелась большая партерная зона. Сан-Джованни Хризостомо стал самой масштабной, роскошной и экстравагантной сценой Венеции, известной своими постановками, в которых учвствовали выдающиеся певцы, такие как Маргерита Дурастанти, примадонна в 1709—1712 годах. В период расцвета Сан-Джованни Хризостомо в театре работали композиторы Алессандро Скарлатти опера-сериа которого «Митридат Евпатор» была поставлена 5 января 1707 года, и Гендель (премьера его оперы «Агриппина» состоялась 26 декабря 1709 года). Много работал с Сан-Джованни Хризостомо композитор К. Ф. Поллароло.
В течение 1730-х годов начался медленный и неумолимый упадок театра, хотя ему удавалось сохранять своё положение во главе венецианских театров до середины XVIII века. В 1737 году, когда Карло Гольдони возглавил венецианскую сцену, стали исполняться прозаические произведения (многие из них — его собственные комедии). С 1751 года оперные спектакли в Сан-Джованни Хризостомо стали редкостью. Из-за значительных размеров содержание театра стало отбирать много средств, и семья Гримани решила открыть в 1755 году театр меньшего размера, Сан-Бенедетто. С этого времени прекратилось господство Сан-Джованни Хризостомо в венецианской опере, это привело к постепенному уменьшению количества его постановок.

## XIX век
После падения Венецианской республики и французской оккупации театр оказался в числе немногих, которые не закрылись. В 1797 году он перешел в ведение муниципалитета и получил название Театро Цивико, пока не был продан в частные руки и отреставрирован в 1819 году. Он снова открылся постановкой «Сороки-воровки» Джоаккино Россини. Однако партнерство, владевшее театром, распалось, один из его владельцев, Джованни Галло, завершил ремонт здания и дал ему новое название Teatro Emeronitto («Театр дня и ночи»). Театр открылся в декабре 1834 года представлением оперы Гаэтано Доницетти «Любовный напиток».
Знаменитая певица Мария Малибран выступала в «Сомнамбуле» Виченцо Беллини 8 апреля 1835 год, она была потрясена состоянием театра и «отказалась от гонорара, посоветовав импресарио использовать его для театра». С этого момента оперный театр получил наименование Театр Малибран в честь певцы, и с тех пор известен под этим названием.